# Edsel Ford
Edsel Ford (født 6. november 1893, død 26. maj 1943) var søn af Clara Jane Bryant Ford og Henry Fords eneste barn. Han var direktør for Ford Motor Company fra 1919 til sin død i 1943. Hans ældste søn var Henry Ford II.